# Discodoris heathi
Discodoris heathi är en snäckart som beskrevs av Frank Mace MacFarland 1905. Discodoris heathi ingår i släktet Discodoris och familjen Discodorididae. Inga underarter finns listade i Catalogue of Life.